# Deposición asistida mediante haz de iones
La deposición asistida mediante haz de iones o IBAD (no se debe confundir con la deposición inducida mediante iones, IBID) es una técnica de ingeniería de materiales que combina la implantación iónica con el sputtering u otra técnica de deposición física de vapor. Además de que permite un control independiente de los parámetros como la energía de los iones, la temperatura y el ritmo de adición de la especie atómica durante la deposición, esta técnica es especialmente útil para crear transiciones graduales entre el material de sustrato y la película depositada, y para depositar capas con tensiones internas mucho menores de lo que es posible mediante otras técnicas. Estas dos propiedades dan como resultado capas con una unión al sustrato mucho más resistente. Algunos compuestos meta-estable como el nitruro de boro cúbico (c-BN) solo pueden ser fabricados en forma de capas delgadas si son bombardeados con iones energéticos durante el proceso de deposición. Este método también es de gran importancia para la fabricación de cintas de materiales superconductores de gran longitud.